# Encyclia pilosa
Encyclia pilosa là một loài thực vật có hoa trong họ Lan. Loài này được (C.Schweinf.) Carnevali & I.Ramírez mô tả khoa học đầu tiên năm 1993.